# Thamala moultoni
Thamala moultoni is een vlinder uit de familie van de Lycaenidae. De wetenschappelijke naam van de soort is voor het eerst geldig gepubliceerd in 1942 door Corbet.